# A.I. Sztuczna inteligencja
A.I. Sztuczna inteligencja (ang. Artificial Intelligence: AI) – amerykański film science fiction z 2001 roku w reżyserii Stevena Spielberga na podstawie scenariusza, który napisali Brian Aldiss i Ian Watson.
Film jest adaptacją opowiadania Aldissa Supertoys Last All Summer Long. Projekt filmu był rozwijany od lat 70. przez Stanleya Kubricka. Po jego śmierci film poświęcony jego pamięci ukończył Spielberg.

## Obsada
- Haley Joel Osment – David Swinton
- Jude Law – żigolak Joe
- Sam Robards – Henry Swinton
- Frances O’Connor – Monica Swinton
- Ken Leung – Syatyoo-Sama
- Brendan Gleeson – lord Johnson-Johnson
- Ashley Scott – Gigolo Jane
- Jake Thomas – Martin Swinton
- William Hurt – profesor Allen Hobby
- Jack Angel – Teddy (głos)
- Ben Kingsley – narrator
- Haley King – Amanda
- Sabrina Grdevich – Mecha 1
- Theo Greenly – Todd
- Meryl Streep − Blue Mecha (głos)
- Robin Williams – doktor Know (doktor Wiem) (głos)

## Fabuła
Sztuczna Inteligencja to osadzona w przyszłości opowieść o konsekwencjach rozwoju robotyki. Bohaterem jest zdolny do miłości chłopiec-robot, który mieszka z prawdziwą rodziną.
Syn państwa Swintonów żyje w śpiączce. Rodzice zakupują Dawida – androida o postaci dziecka, który ma im zastąpić syna. Pewnego dnia naturalny syn Martin wybudza się ze śpiączki, odtąd Swintonowie mają dwóch „synów”. Martin nie akceptuje swego sztucznego brata. Matka postanawia pozbyć się Dawida, wywozi go do lasu i tam porzuca.
Dawid początkowo nic nie rozumie. Potem dochodzi do wniosku, że mamusia go nie lubi, bo jest sztuczny. Znając bajkę o Pinokiu (poznał ją jako przybrany syn Swintonów) i wierząc w nią (jego oprogramowanie wiernie odzwierciedla psychikę małego dziecka, jest zatem naiwny i łatwowierny), postanawia odnaleźć Błękitną Wróżkę i poprosić ją o zamianę go w prawdziwego chłopca.

## Nagrody
74. ceremonia wręczenia Oscarów:
- Najlepsze efekty specjalne – nominacje: Dennis Muren, Scott Farrar, Stan Winston, Michael Lantieri.
- Najlepsza muzyka – nominacja John Williams

59. ceremonia wręczenia Złotych Globów:
- Najlepszy aktor drugoplanowy – nominacja: Jude Law
- Najlepszy reżyser – nominacja: Steven Spielberg
- Najlepsza ścieżka dźwiękowa – nominacja: John Williams